# 624-й козачий батальйон
624-й козачий батальйон (нім. Kosaken-Bataillon 624, рос. 624-й казачий батальон) — військовий підрозділ Вермахту періоду Другої світової війни, що складався з козаків.

## Історія
У таборі утримання полонених козаків під Шепетівкою у серпні 1942 було сформовано 7-й зведений козачий полк з 10 сотень загальною чисельністю близько 1000 осіб. І-й та ІІ-й батальйони полку перевели під Дорогобуж, де у листопаді-грудні І-й батальйон реорганізували у 624-й козачий батальйон, а ІІ-й у 625-й козачий батальйон 703-го полку (східного) особливого призначення (переформатований згодом у 750-й Козачий полк). Вони складались з п'яти рот. Командиром 624-го козачого батальйону призначили капітана Мікіша. Він контролював тил 3-ї танкової армії групи "Центр" і у грудні 1942 - січні 1943 вони в районі Дорогобужа боролись з партизанами. Загалом провели 17 каральних операцій, в яких усі полонені були розстріляні.
З травня 1943 батальйон передали до 201-ї охоронної дивізії (нім. 201. Sicherungs-Division) генерала Альфреда Якобі. У червні-липні батальйон діяв проти партизан біля Полоцька. У жовтні 1943 батальйони перевели до Франції, де розмістили біля Руаяна. 624-й козачий батальйон передали до 360-го гренадерського козачого полку 1-ї армії. З листопаду переведений як ІІ-й батальйон до 855 фортечного полку гренадерів 344-ї піхотної дивізії 1-ї армії (з травня 1944 у складі 15-ї армії в Нормандії). У липні 1944 переважна більшість батальйону дезертували біля Фалеза і здалась союзникам. 624-й козачий батальйон розформували 14 жовтня 1944.